# UEFA Champions League 2020-2021 (qualificazioni)
La fase di qualificazione della UEFA Champions League 2020-2021 si è disputata tra l'8 agosto e il 16 settembre 2020. Hanno partecipato a questa prima fase della competizione 53 club: 8 di essi si sono qualificati al successivo turno di spareggi, composto da 12 squadre. A causa del ritardo dell'avvio della competizione dovuto alla pandemia di COVID-19 i tre turni di qualificazione si sono giocati in turno unico e la squadra che ha giocato in casa è stata decisa dal sorteggio (ad eccezione del turno preliminare giocato in campo neutro). Tutte le partite si sono disputate a porte chiuse.

## Date
| Turno             | Sorteggio             | Andata                     | Ritorno                 |
| ----------------- | --------------------- | -------------------------- | ----------------------- |
| Turno preliminare | 17 luglio 2020 (Nyon) | 8 agosto 2020 (semifinali) | 11 agosto 2020 (finale) |
| Primo turno       | 9 agosto 2020 (Nyon)  | 18-19 agosto 2020          | 18-19 agosto 2020       |
| Secondo turno     | 10 agosto 2020 (Nyon) | 25-26 agosto 2020          | 25-26 agosto 2020       |
| Terzo turno       | 31 agosto 2020 (Nyon) | 15-16 settembre 2020       | 15-16 settembre 2020    |

## Risultati

### Turno preliminare
Partecipano al turno preliminare 4 squadre, sorteggiate in due accoppiamenti di sola andata, con le due vincitrici che si affrontano per l'accesso al primo turno in gara secca. Tutti gli incontri del "mini-torneo" si disputano al Centre sportif de Colovray di Nyon.
| Teste di serie | Coeff | Non teste di serie | Coeff |
| -------------- | ----- | ------------------ | ----- |
| Linfield       | 4.250 | Tre Fiori          | 1.500 |
| Drita          | 1.500 | Inter Escaldes     | 0.566 |

#### Semifinali
| Arbitro: | Balázs Berke |

|  |           |                       |
|  | Marcatori | 71’ Héry 83’ Manzinga |

| Arbitro: | Robert Jenkins |

|                          |           |                  |
| Shabani 21’ Namani 45+3’ | Marcatori | 29’ Emili García |

#### Finale
| Nyon 11 agosto 2020, ore 18:00 CEST | Drita                | 0 – 3 (tav.) referto | Linfield | Centre sportif de Colovray (0 spett.)\| Arbitro: \| Ioannis Papadopoulos \| |
| Arbitro:                            | Ioannis Papadopoulos |                      |          |                                                                             |

#### Tabella riassuntiva
| Squadra 1  | Risultato    | Squadra 2      |
| Semifinali | Semifinali   | Semifinali     |
| ---------- | ------------ | -------------- |
| Tre Fiori  | 0 - 2        | Linfield       |
| Drita      | 2 - 1        | Inter Escaldes |
| Finale     |              |                |
| Drita      | 0 - 3 (tav.) | Linfield       |

### Primo turno

#### Risultati
| Arbitro: | Yaroslav Kozyk |

|                                         |           |  |
| Romero 11’ Guerrier 40’, 51’ Emreli 80’ | Marcatori |  |

| Arbitro: | Nicolas Laforge |

|           |           |  |
| Kanté 82’ | Marcatori |  |

| Arbitro: | Novak Simović |

|                                                                |           |                                        |
| Hardzjajčuk 16’, 22’ Pjačėnin 17’ Sjadz'ko 37’ Diallo 55’, 90’ | Marcatori | 45’ Tomasov 53’ Rotariu 87’ Beisebekov |

| Arbitro: | Sebastian Gishamer |

|                                                                                   |           |  |
| Elyounoussi 6’, 90+1’ Aðalsteinsson 17’ (aut.) Jullien 31’ Taylor 46’ Édouard 72’ | Marcatori |  |

| Arbitro: | Volen Chinkov |

|                                             |           |  |
| Ben Nabouhane 35’, 44’, 52’ Ivanić 78’, 87’ | Marcatori |  |

| Arbitro: | Viktor Shimusik |

|  |           |            |
|  | Marcatori | 94’ Thiago |

| Arbitro: | Bryn Markham-Jones |

|                                                                    |           |  |
| Hestad 26’ Eikrem 37’ Omoijuanfo 69’ Pedersen 90+1’ Knudtzon 90+4’ | Marcatori |  |

| Arbitro: | Nejc Kajtazovič |

|                                      |                      |                                      |
| Sappinen 49’                         | Marcatori            | 78’ (rig.) Topčagić                  |
| Vassiljev Sappinen Järvelaid Soomets | Tiri di rigore 2 – 4 | Švrljuga Šabala Tadić Pušić Topčagić |

| Arbitro: | Vitinha |

|                                       |           |  |
| Kerin 43’ Vizinger 89’ Dangubić 90+5’ | Marcatori |  |

| Arbitro: | Roomer Tarajev |

|  |           |                              |
|  | Marcatori | 45+4’ Torassa 86’ Ismailgeci |

| Arbitro: | Igor Pajač |

|                                 |           |  |
| Blackman 58’ (rig.), 88’ (rig.) | Marcatori |  |

| Arbitro: | Ferenc Karakó |

|             |           |                                      |
| Ćuković 31’ | Marcatori | 12’ Higinio 25’ Tchibota 90+3’ Cauly |

| Arbitro: | Jamie Robinson |

|  |           |                |
|  | Marcatori | 16’, 65’ Tatar |

| Arbitro: | Balázs Berke |

|                     |           |  |
| Abang 36’ Lukić 80’ | Marcatori |  |

| Arbitro: | Fedayi San |

|                |           |  |
| Nguen 33’, 62’ | Marcatori |  |

| Arbitro: | Laurent Kopriwa |

|  |           |                          |
|  | Marcatori | 53’ Cestor 90+7’ Golofca |

| Klaksvík 21 agosto 2020, ore 18:00 CEST | KÍ Klaksvík        | 3 – 0 (tav.) referto | Slovan Bratislava | Við Djúpumýrar (0 spett.)\| Arbitro: \| Kristoffer Hagenes \| |
| Arbitro:                                | Kristoffer Hagenes |                      |                   |                                                               |

#### Tabella riassuntiva
| Squadra 1        | Risultato       | Squadra 2         |
| ---------------- | --------------- | ----------------- |
| Ferencváros      | 2 - 0           | Djurgården        |
| Celtic           | 6 - 0           | KR Reykjavík      |
| Legia Varsavia   | 1 - 0           | Linfield          |
| Sheriff Tiraspol | 2 - 0           | Fola Esch         |
| Connah's Q.N.    | 0 - 2           | Sarajevo          |
| Stella Rossa     | 5 - 0           | Europa FC         |
| Budućnost        | 1 - 3           | Ludogorec         |
| Ararat-Armenia   | 0 - 1 (dts)     | Omonia            |
| Floriana         | 0 - 2           | CFR Cluj          |
| Maccabi Tel Aviv | 2 - 0           | Riga FC           |
| Qarabağ          | 4 - 0           | Sileks Kratovo    |
| Dinamo Tbilisi   | 0 - 2           | Tirana            |
| Dinamo Brėst     | 6 - 3           | Astana            |
| Molde            | 5 - 0           | KuPS              |
| Flora Tallinn    | 1 - 1 (2-4 dtr) | Sūduva            |
| Celje            | 3 - 0           | Dundalk           |
| KÍ Klaksvík      | 3 - 0 (tav.)    | Slovan Bratislava |

### Secondo turno

#### Risultati

##### Campioni
| Arbitro: | Kaspar Sjöberg |

|  |           |            |
|  | Marcatori | 62’ Tomané |

| Arbitro: | Mykola Balakin |

|                             |           |               |
| Matić 22’ (rig.) Emreli 63’ | Marcatori | 78’ Castañeda |

| Arbitro: | Christopher Jäger |

|            |           |                       |
| Lotrič 38’ | Marcatori | 57’ Hussain 74’ James |

| Arbitro: | Rade Obrenovič |

|  |           |                                        |
|  | Marcatori | 30’ Rikan 74’ Blackman 90+2’ Davidzada |

| Arbitro: | Denys Shurman |

|  |           |                    |
|  | Marcatori | 78’ Júnior Brumado |

| Arbitro: | Loúkas Sotiríou |

|                           |           |               |
| Hardzjajčuk 3’ Diallo 49’ | Marcatori | 34’ Đokanović |

| Arbitro: | Nathan Verboomen |

|  |           |                              |
|  | Marcatori | 92’ (rig.) Gómez 107’ Thiago |

| Arbitro: | António Nobre |

|                                                 |                      |                                                         |
| Pereira 64’ Debeljuh 90+3’                      | Marcatori            | 14’ Gojak 78’ Kastrati                                  |
| Vinícius Đoković Rondón Sušić Golofca Deac Boli | Tiri di rigore 5 – 6 | Petković Leovac Ademi Stojanović Gojak Dilaver Gvardiol |

| Arbitro: | Athanásios Tzílos |

|                                      |           |                |
| Nsame 51’ Sulejmani 57’ Ngamaleu 82’ | Marcatori | 79’ Johannesen |

| Arbitro: | Allard Lindhout |

|              |           |                    |
| Christie 53’ | Marcatori | 7’ Sigér 75’ Nguen |

##### Piazzate
| Arbitro: | Daniele Doveri |

|                           |           |           |
| Tzolis 7’, 24’ Pelkas 30’ | Marcatori | 37’ Larin |

| Arbitro: | Luís Godinho |

|                                                |           |               |
| Koopmeiners 90+5’ (rig.) Guðmundsson 98’, 118’ | Marcatori | 78’ Limberský |

| Arbitro: | Juan Martínez Munuera |

|  |           |          |
|  | Marcatori | 32’ Kara |

#### Tabella riassuntiva
| Squadra 1           | Risultato       | Squadra 2        |
| Campioni            | Campioni        | Campioni         |
| ------------------- | --------------- | ---------------- |
| CFR Cluj            | 2 - 2 (5-6 dtr) | Dinamo Zagabria  |
| Young Boys          | 3 - 1           | KÍ Klaksvík      |
| Celtic              | 1 - 2           | Ferencváros      |
| Sūduva              | 0 - 3           | Maccabi Tel Aviv |
| Legia Varsavia      | 0 - 2 (dts)     | Omonia           |
| Celje               | 1 - 2           | Molde            |
| Ludogorec           | 0 - 1           | Midtjylland      |
| Dinamo Brėst        | 2 - 1           | Sarajevo         |
| Qarabağ             | 2 - 1           | Sheriff Tiraspol |
| Tirana              | 0 - 1           | Stella Rossa     |
| Piazzate            |                 |                  |
| AZ Alkmaar          | 3 - 1 (dts)     | Viktoria Plzeň   |
| PAOK                | 3 - 1           | Beşiktaş         |
| Lokomotiva Zagabria | 0 - 1           | Rapid Vienna     |

### Terzo turno

#### Risultati

##### Campioni
| Arbitro: | Chris Kavanagh |

|                            |                      |                                         |
| Lüftner 31’                | Marcatori            | 45+1’ Ivanić                            |
| Gómez Gomes Asante Lecjaks | Tiri di rigore 4 – 2 | Gavrić Ben Nabouhane Falcinelli Degenek |

| Arbitro: | Davide Massa |

|                  |           |  |
| Biton 50’ (rig.) | Marcatori |  |

| Arbitro: | Srđan Jovanović |

|                                                       |                      |                                                        |
| Matić Medvedev Andrade Medina Məhəmmədəliyev Hüseynov | Tiri di rigore 5 – 6 | Omoijuanfo Aursnes Hestad Christensen Ellingsen Haugen |

| Arbitro: | Tobias Stieler |

|                          |           |                  |
| Lovrencsics 2’ Uzuni 65’ | Marcatori | 23’ (aut.) Uzuni |

| Arbitro: | Georgi Kabakov |

|                                        |           |  |
| Lefort 51’ (aut.) Dreyer 62’ Mabil 84’ | Marcatori |  |

##### Piazzate
| Arbitro: | Orel Grinfeld |

|                             |           |  |
| Rodrigues 49’ Šaparenko 86’ | Marcatori |  |

| Arbitro: | Felix Brych |

|                             |           |             |
| Giannoulīs 63’ Živković 75’ | Marcatori | 90+4’ Silva |

| Arbitro: | Andreas Ekberg |

|                                |           |             |
| Dorsch 36’ Jaremčuk 59’ (rig.) | Marcatori | 90+3’ Demir |

#### Tabella riassuntiva
| Squadra 1        | Risultato       | Squadra 2       |
| Campioni         | Campioni        | Campioni        |
| ---------------- | --------------- | --------------- |
| Ferencváros      | 2 - 1           | Dinamo Zagabria |
| Qarabağ          | 0 - 0 (5-6 dtr) | Molde           |
| Omonia           | 1 - 1 (4-2 dtr) | Stella Rossa    |
| Midtjylland      | 3 - 0           | Young Boys      |
| Maccabi Tel Aviv | 1 - 0           | Dinamo Brėst    |
| Piazzate         |                 |                 |
| PAOK             | 2 - 1           | Benfica         |
| Dinamo Kiev      | 2 - 0           | AZ Alkmaar      |
| Gent             | 2 - 1           | Rapid Vienna    |